# Hilde De Cort
Hilde De Cort (12 juni 1936) is een Belgische oud-atlete, die was gespecialiseerd in het hordelopen en de vijfkamp. Zij nam eenmaal deel aan de Europese kampioenschappen en veroverde op vier onderdelen vijftien Belgische titels.

## Biografie
De Cort nam in 1954 in Bern op de 80 m horden deel aan de Europese kampioenschappen. Ze werd uitgeschakeld in de reeksen.
In 1955 werd De Cort voor het eerst Belgisch kampioene op de 80 m horden. Tussen 1955 en 1964 veroverde ze acht titels, waarvan zes opeenvolgend. Ze veroverde ook vier titels op de vijfkamp, één op de 100 m en twee bij het kogelstoten. 
In 1958 verbeterde Hilde De Cort voor het eerst het Belgisch record vijfkamp van Jenny Van Gerdinge naar 3905 punten. Tot 1960 bracht ze dit record in drie verbeteringen naar 4213 punten. Die laatste recordverbetering gebeurde op 26 juni 1960 in Amsterdam.

### Clubs
De Cort was aangesloten bij NSLO, de club van de School voor Lichamelijke Opvoeding uit Kapelle-op-den-Bos.

## Belgische kampioenschappen
| Onderdeel   | Jaar                      |
| ----------- | ------------------------- |
| 80 m horden | 1955 t/m 1960, 1963, 1964 |
| 100 m       | 1960                      |
| kogelstoten | 1963, 1964                |
| vijfkamp    | 1957, 1958, 1959, 1965    |

## Persoonlijke records
| Onderdeel   | Prestatie      | Datum        | Plaats    |
| ----------- | -------------- | ------------ | --------- |
| vijfkamp    | 4213 p (ex-NR) | 26 juni 1960 | Amsterdam |
| kogelstoten | 13,47 m        |              |           |

## Palmares

### 80 m horden
- 1954: 4e reeks EK in Bern – 12,5 s
- 1955:  BK AC
- 1956:  BK AC – 12,2 s
- 1957:  BK AC – 12,5 s
- 1958:  BK AC – 12,3 s
- 1959:  BK AC
- 1960:  BK AC – 11,7 s
- 1963:  BK AC – 11,9 s
- 1964:  BK AC – 12,0 s

### 100 m
- 1960:  BK AC – 13,2 s

### kogelstoten
- 1963:  BK AC – 12,54 m
- 1964:  BK AC – 12,64 m

### vijfkamp
- 1957:  BK AC – 3606 p
- 1958:  BK AC – 3905 p
- 1959:  BK AC – 3952 p
- 1965:  BK AC – 3926 p

## Onderscheidingen
- 1957: Grote Feminaprijs van de KBAB